# Henry (Dakota del Sur)
Henry es un pueblo ubicado en el condado de Codington en el estado estadounidense de Dakota del Sur. En el Censo de 2010 tenía una población de 267 habitantes y una densidad poblacional de 71 personas por km².

## Geografía
Henry se encuentra ubicado en las coordenadas 44°52′51″N 97°27′42″O / 44.88083, -97.46167. Según la Oficina del Censo de los Estados Unidos, Henry tiene una superficie total de 3.76 km², de la cual 3.76 km² corresponden a tierra firme y (0%) 0 km² es agua.

## Demografía
Según el censo de 2010, había 267 personas residiendo en Henry. La densidad de población era de 71 hab./km². De los 267 habitantes, Henry estaba compuesto por el 97.75% blancos, el 0.37% eran afroamericanos, el 0.75% eran amerindios, el 0% eran asiáticos, el 0% eran isleños del Pacífico, el 0% eran de otras razas y el 1.12% pertenecían a dos o más razas. Del total de la población el 0% eran hispanos o latinos de cualquier raza.